# Publio Cornelio Anulino
Publio Cornelio Anulino  fue un senador romano de origen hispano que desarrolló su cursus honorum a finales del siglo II y comienzos del siglo III, sirviendo a los emperadores Marco Aurelio, Cómodo y Septimio Severo, de quien fue amigo personal.

## Orígenes familiares
Era natural del Municipium Florentinum Iliberitanum (la actual Granada, España), en la muy romanizada provincia Bética, y miembro de la prominente familia de los Cornelios.

## Carrera política
Su carrera política se conoce a través de una inscripción erigida en Illiberris, su ciudad de origen, conservada en el Museo Arqueológico y Etnológico de Granada, cuyo texto se desarrolla de la siguiente forma:

P(ublio) Cornel(io) P(ubli) f(ilio) Gal(eria) Anullino

Iliber(ritano) praef(ecto) ur[b]i co(n)s(uli) proco(n)s(uli)

prov(inciae) Africae p[ra]et(ori) trib(uno)

pleb(is) q(uaestori) leg(ato) prov(inciae) Nar

bonens(is) proco(n)[s(uli) pro]v(inciae) 5

[Ba]etic(ae) leg(ato) l[e]g(ionis) VII Gem(inae)

[P(iae) F(elicis) le]g(ato) Aug(usti) pr(o) pr(aetore) prov(inciae)

[Ra]et(iae) curat(ori) alvei Ti[be]

[ris et riparum]

[et cloacarum Urbis] 10

[ --------------]

### Época de Marco Aurelio y Cómodo
Su primer cargo, dentro de su cursus honorum, debió ser uno de los del vigintivirato y el tribunado laticlavio de una legión, pero se desconocen detalles más concretos en ambos casos. A partir de 158 fue nombrado sucesivamente cuestor, tribuno de la plebe y pretor, coincidiendo en este momento (161-162) con el futuro emperador Septimio Severo. Por último, fue nombrado curator alvei Tiberis et riparum et cloacarum Urbis en Roma, al cargo de controlar el estado de las orillas del río Tíber y de las alcantarillas de la ciudad. 
En 170 fue nombrado gobernador de su provincia de origen, como Proconsul provinciae Baeticae, ya que la Bética era provincia senatorial. Pero el curso de su gobierno fue alterado bruscamente por la invasión de los mauri procedentes del norte de África en 171-172, hecho que obligó al emperador Marco Aurelio a agregar la provincia senatorial Bética a la provincia imperial Tarraconense y nombrar a Anulino legado de la Legio VII Gemina para combatir manu militari a los invasores.
Derrotados los mauri, y como recompensa a su pericia militar, fue enviado como gobernador a la provincia de Recia, seriamente amenazada por cuados y marcomanos. En 175 fue nombrado consul suffectus y en 176 gobernador de la provincia consular de Germania Superior, cargo que ocupó hasta el final del imperio de Marco Aurelio.
Durante el imperio de Cómodo, como sucedió con buena parte de los senadores que habían servido a su padre Marco Aurelio, su carrera se detuvo, retirándose discretamente de la vida pública para evitar la peligrosa conducta del nuevo emperador.

### El año de los cinco emperadores y su carrera bajo Septimio Severo
Cuando Cómodo fue asesinado en 192, su sucesor Pertinax, en 193, nombró a Anulino gobernador de la provincia senatorial de África Proconsular con el título de procónsul. Una vez asesinado Pertinax, fue elegido por los pretorianos Didio Juliano, lo que provocó la sublevación de los gobernadores de las provincias consulares con mayores ejércitos: Clodio Albino en Britania, Pescenio Níger en Siria y Septimio Severo en Panonia Superior. Cornelio Anulino se decantó en su provincia por su amigo Severo y, en recompensa, este lo nombró general del ejército que se dirigía hacia Oriente contra Níger, sustituyento a Tiberio Claudio Cándido, y obtuvo la victoria sobre Níger en la decisiva batalla de Issos de 194.
En 195, participó en la segunda expedito Parthica de Septimio Severo combatiendo contra los reinos de Adiabene y Osroene. El premio a estos brillantes servicios fue ser designado cónsul ordinario del año 199 y ocupar el importante cargo de prefecto de la ciudad entre 200 y 203, cargo que implicaba sustituir al propio emperador cuando se ausentaba de la Urbe.

## Familia
Su hijo homónimo alcanzó el consulado en 216 bajo el gobierno de Caracalla.